# Apostolische Präfektur Battambang
Die Apostolische Präfektur Battambang (lat.: Apostolica Praefectura Battambangensis) ist eine in Kambodscha gelegene römisch-katholische Apostolische Präfektur mit Sitz in Battambang. Sie umfasst die Provinzen Battambang, Pursat, Kampong Chhnang, Kampong Thom, Siemreap, Preah Vihear, Oddar Meancheay, Banteay Meanchey und Pailin.

## Geschichte
Papst Paul VI. gründete die Apostolische Präfektur am 26. September 1968 aus Gebietsabtretungen des Apostolischen Vikariates Phnom-Penh.

## Apostolische Präfekten von Battambang
- Paul Tep Im Sotha (26. September 1968-Mai 1975, gestorben)
- Enrique Figaredo Alvargonzález SJ, seit dem 1. April 2000